# Design floral
Designul floral, numit și aranjament floral, reprezintă arta și știința de a utiliza flori și plante pentru a construi compoziții armonioase și plăcute vizual. Primele dovezi ale unor aranjamente florale realizate în scop decorativ datează din Egiptul Antic. În zilele noastre, designul floral constituie o meserie bine conturată atât la nivel mondial, cât și în România. Lucrările realizate de designerii florali conțin elemente de design floral, cum ar fi linie, formă, spațiu, textură și culoare și respectă principiile de design floral: echilibru, proporție, ritm, contrast, armonie și unitate.
Cele mai frecvent utilizate flori în aranjamentele florale sunt trandafirii, urmați îndeaproape de garoafe, gherbere și crizanteme. Folosirea florilor în aranjamentele florale depinde de ocazia pentru care sunt realizate și de preferințele sau antipatiile celui care le primește.

## Stiluri
De-a lungul timpului au apărut și s-au afirmat mai multe stiluri de design floral, printre care: botanic, de grădină, buchet de flori, floare în ghiveci, „T” inversat, paralel, „western line”, design de gard viu, „mille de fleur”, liniar formal etc. Designul floral se aplică atât realizării aranjamentelor florale, cât și realizării coroanelor mortuare, buchetelor, ghirlandelor, butonierelor, corsajelor și arcurilor de flori.
Prin aranjamente florale, în ultima vreme, se înțelege realizarea buchetelor de flori puse in diferite cutii (rotunde, patrate etc.) cu diferite forme. Ele au căpătat rolul de cadouri pentru diferite ocazii.

## Flori pentru cadouri
Florile sunt un cadou ideal indiferent de vârstă sau de ocazie. Crearea lor în diferite florării reprezintă un real succes. Floriștii s-au adaptat cerințelor și trendurilor prezentului și creează în funcție de preferințe sau de buget aranjamentul floral preferat. Pentru un aranjament floral se utilizează flori din toată gama: trandafiri, gerbera, crizanteme și multe altele, iar pe lângă acestea, pentru a crea efectul de volum, se adaugă diferite tipuri de verdeață și plante mai mici decorative.